# Hermann Busch

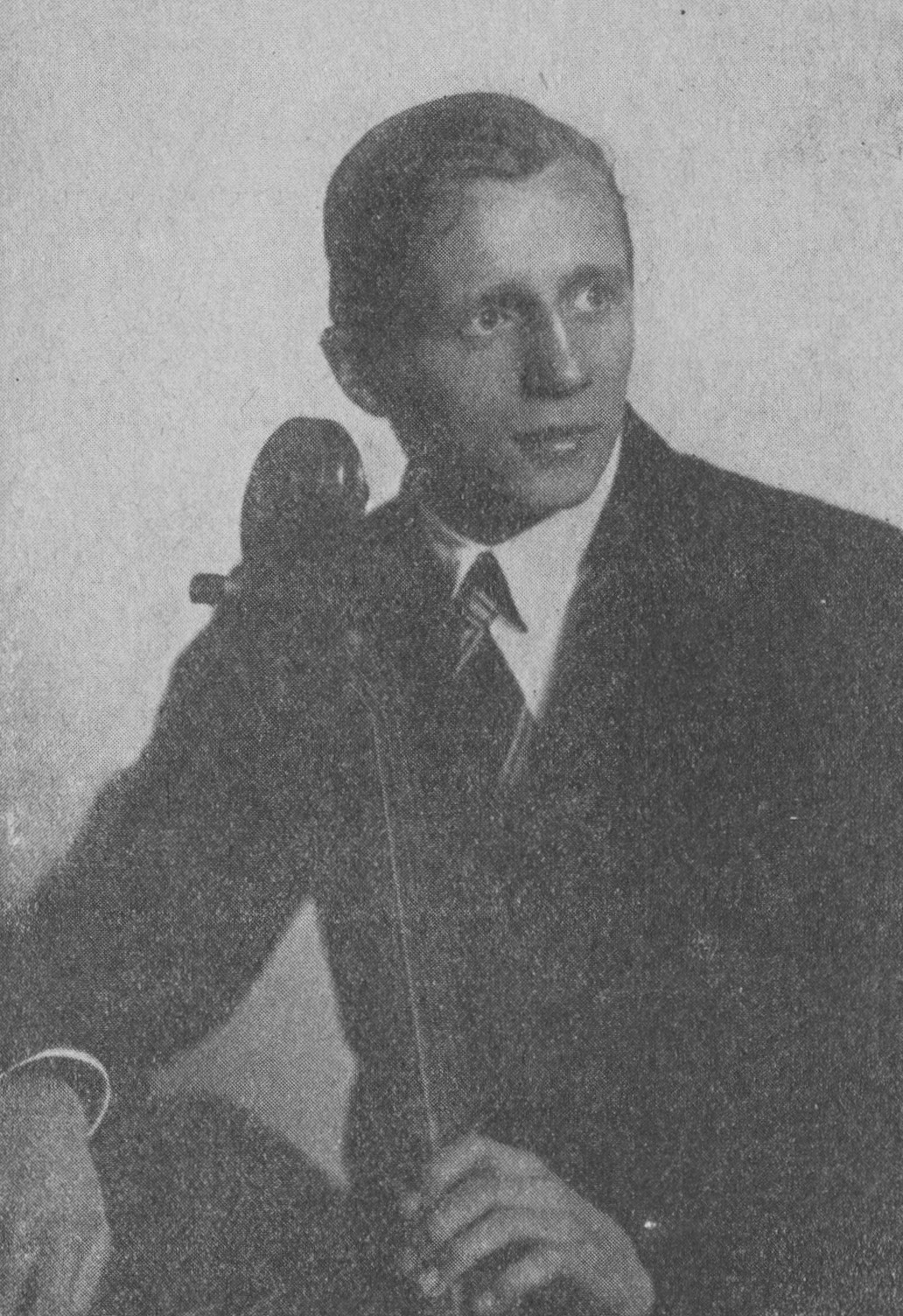
Hermann Busch, um 1924

Hermann Busch (* 24. Juni 1897 in Siegen; † 3. Juni 1975 in Bryn Mawr, Pennsylvania) war ein deutscher Cellist. 

## Leben
Sein Vater war der Instrumentenbauer Wilhelm Busch.
Ab dem neunten Lebensjahr bekam er Cello-Unterricht von seinem Vater. Es folgte ein Studium an der Hochschule für Musik Köln bei Friedrich Gruetzmacher und an der Wiener Musikakademie bei Paul Grümmer. Während des Ersten Weltkriegs war er als Soldat Mitglied des Sinfonieorchesters in Brüssel. In den Jahren 1919 bis 1923 war er Solocellist in Bochum und von 1923 bis 1927 Solist beim Wiener Symphonie-Orchester. Ab 1927 war er als  Lehrer an der Folkwangschule in Essen beschäftigt. Nebenher ging er weiterhin solistischen Tätigkeiten nach. Oft tat er dies zusammen mit seinen Brüdern Fritz und Adolf. Zudem war er Mitglied des Busch-Serkin-Trios und ab 1930 Cellist im Busch-Quartett als Nachfolger von Paul Grümmer. 1933 emigrierte Hermann Busch in die Schweiz nach Basel. 1940 ging er in die USA, wo er Mitglied des Kammerorchesters Adolf Busch wurde und die Marlboro School of Music mitbegründete. 1954 wurde er als Professor an die Universität von Miami berufen. Er verbrachte seinen Ruhestand in Peoria und Haverford.

## Familie
Hermann Busch war der Bruder des Dirigenten Fritz Busch, des Schauspielers Willi Busch, des Violinisten und Komponisten Adolf Busch sowie des Pianisten und Komponisten Heinrich Busch. Auch seine beiden Schwestern waren künstlerisch aktiv: Elisabeth Busch war Schauspielerin, und Magdalene Busch absolvierte bis zu ihrem frühen Tod eine Ausbildung als Ballett-Tänzerin.